# ジョージ・ダビッドソン (スポーツ選手)
ジョージ・ダビッドソン（1898年10月8日 - 1948年9月25日）は、ニュージーランドの短距離走とラグビーリーグ の選手。ダビッドソンはアントワープオリンピックに参加し、200メートル競走で5位となった。ダビッドソンは100メートル競走にも出場したが、準々決勝で敗退した。ダビッドソンのオリンピックへの参加はニュージーランドからベルギーにラグビーの試合をしに行く時間を妨げた。アメリカの有名な運動の指導員であるアイク・ケリー(en)はダビッドソンについて、もし自分が6カ月間彼を指導できたなら、彼は世界チャンピオンに返り咲いただろうと述べた。
ダビッドソンの兄弟であるビル(en)とベン(en)らは共にラグビーリーグニュージーランド代表となり、ジョージ自身はオークランド・ラグビー・リーグ(en)のマリタイムとシティー・ロバース(en)でプレーし、1919年から1922年までオークランド・ラグビー・リーグ・チーム(en)の代表だった。